# San Piero a Sieve

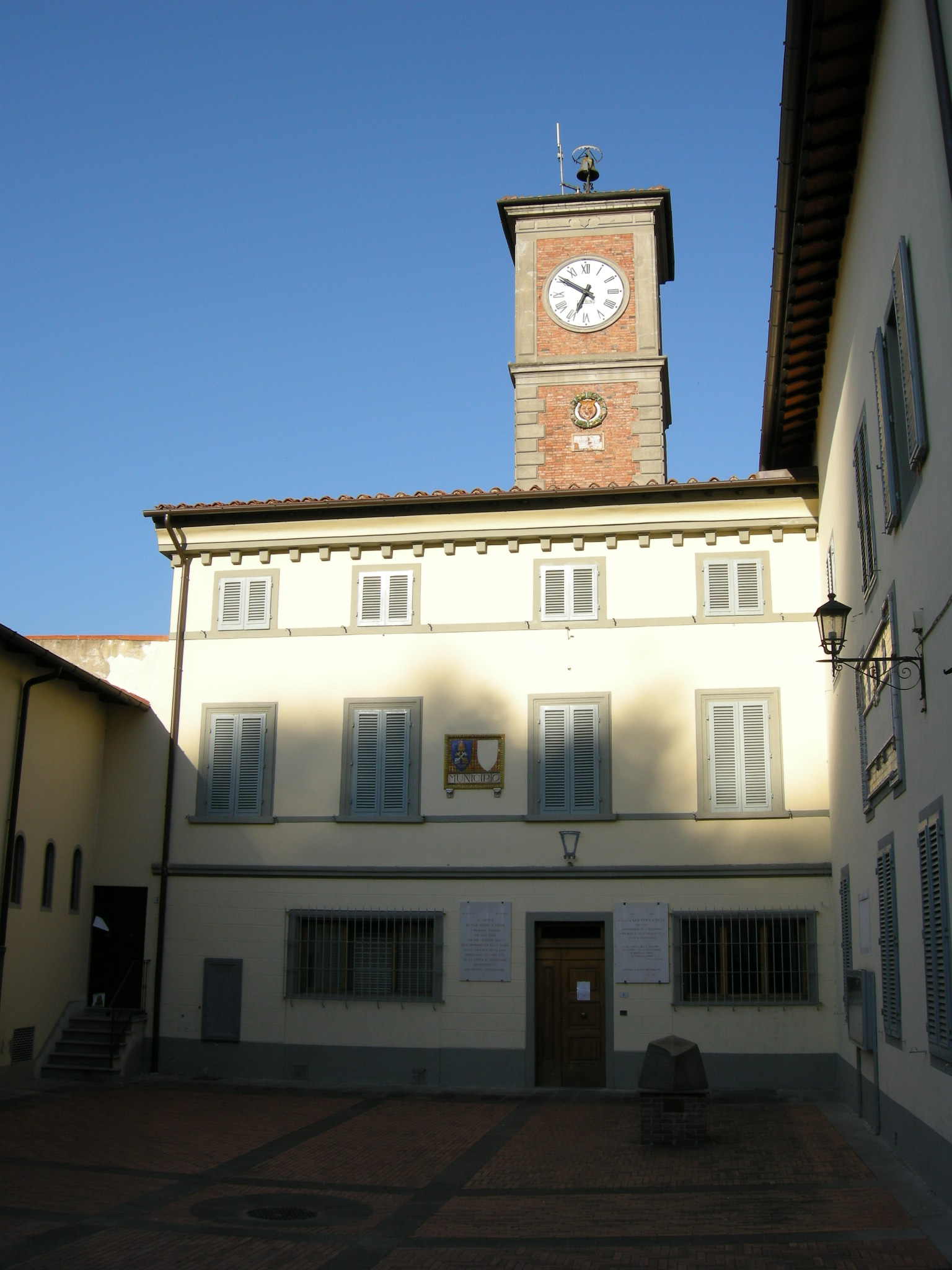
Das ehemalige Rathaus in San Piero a Sieve

San Piero a Sieve ist ein Ortsteil der Gemeinde Scarperia e San Piero mit etwa 2950 Einwohnern (Stand 2011) in der Metropolitanstadt Florenz in der Region Toskana in Italien.

## Geografie
San Piero a Sieve liegt ca. 26 km nördlich von Florenz an der Sieve im Mugello.
Zu den weiteren Ortsteilen zählen Cafaggiolo, Campomigliaio, Casa Loli, Casenuove, Convento bosco ai frati, Gabbiano, La Luna, Novoli, Ponte del Carlone, San Giusto a Fortuna, San Piero a Sieve, Santo Stefano, Scaffaia und Tagliaferro.
Die Nachbarorte sind Barberino di Mugello, Borgo San Lorenzo, Calenzano, Scarperia und Vaglia.
Am 1. Januar 2014 fusionierte die vorher selbständige Gemeinde San Piero a Sieve mit der Nachbargemeinde Scarperia zur neuen Gemeinde Scarperia e San Piero.

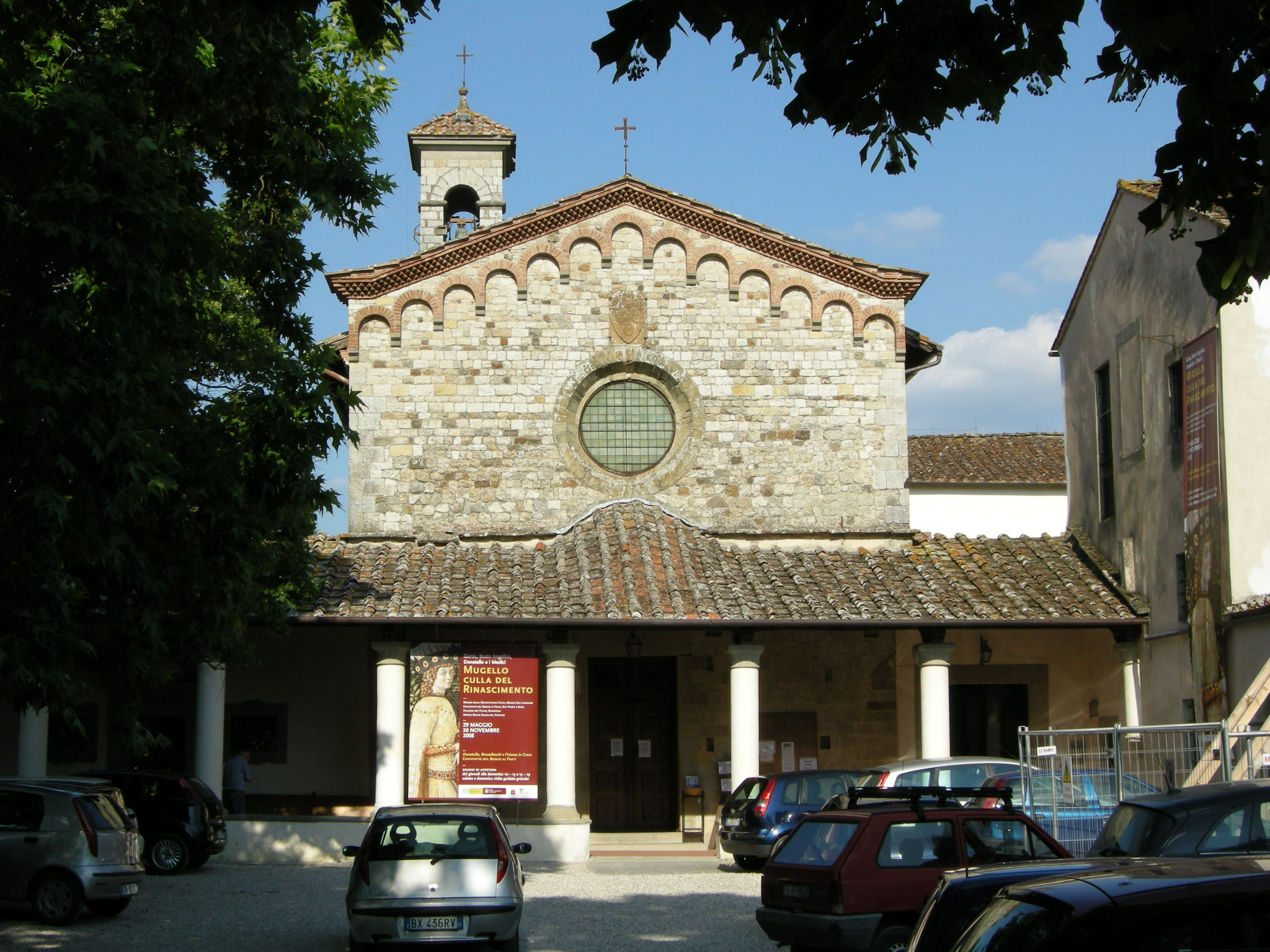
Der Convento del Bosco ai Frati

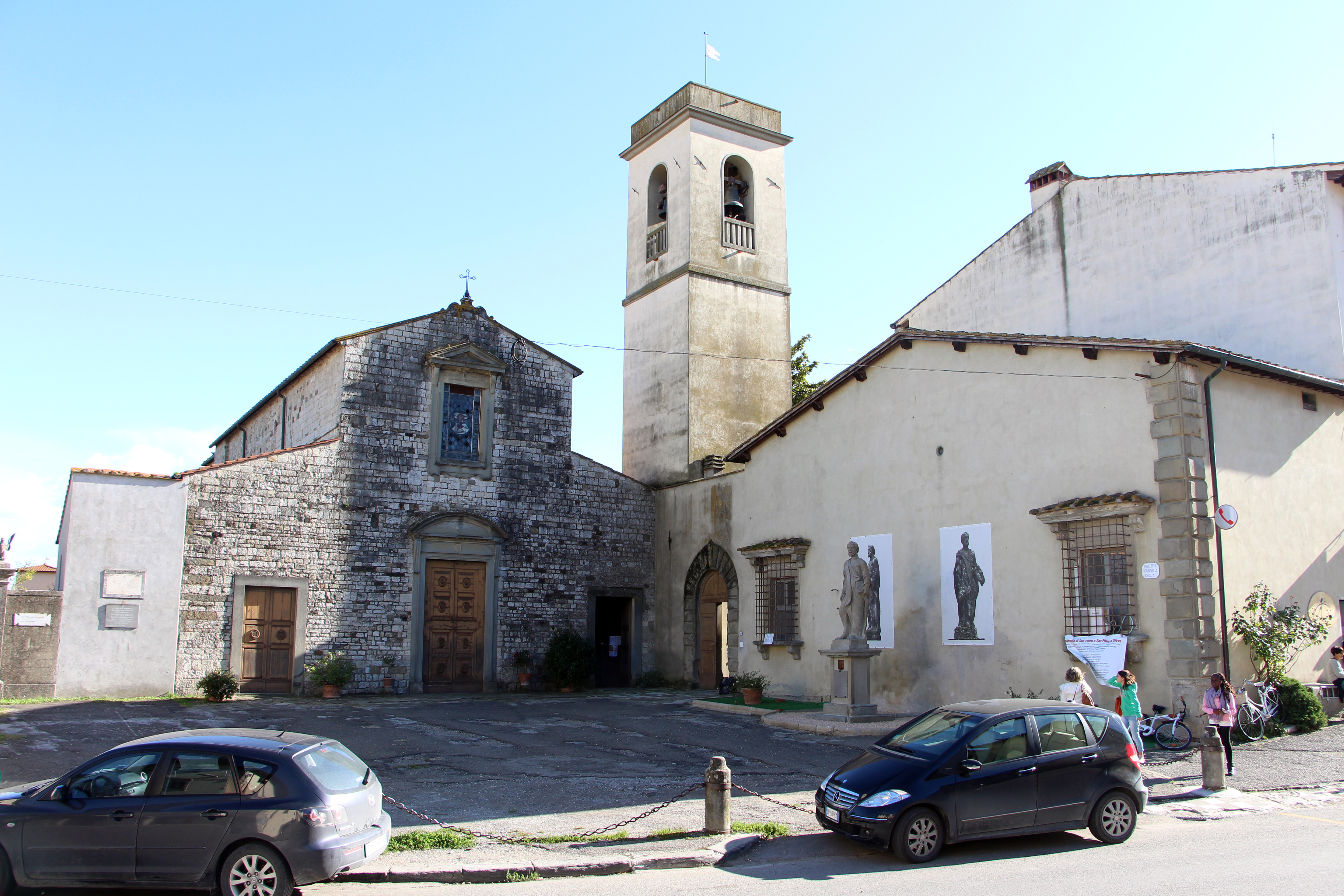
Pieve di San Pietro

## Sehenswürdigkeiten
- Convento del Bosco ai Frati, Kloster
- Pieve di San Pietro, Pieve, erstmals erwähnt 1018[3]
- Villa del Trebbio
- Villa Medici von Cafaggiolo in der Nachbargemeinde Barberino di Mugello

## Gemeindepartnerschaften
San Piero a Sieve unterhält eine Partnerschaft mit der Ortschaft Bir Lehlu in Westsahara.

## Persönlichkeiten
- Francesco Giunta (1887–1971), faschistischer Politiker